# 芽球
芽球（がきゅう、英語: blast）とは、形態学的にもっとも幼若な血液細胞のことであり、骨髄芽球（Myeloblast）を含む、より広範な概念である。実際には「白血病細胞である可能性が高い細胞」を意味することが多い。

## 概要

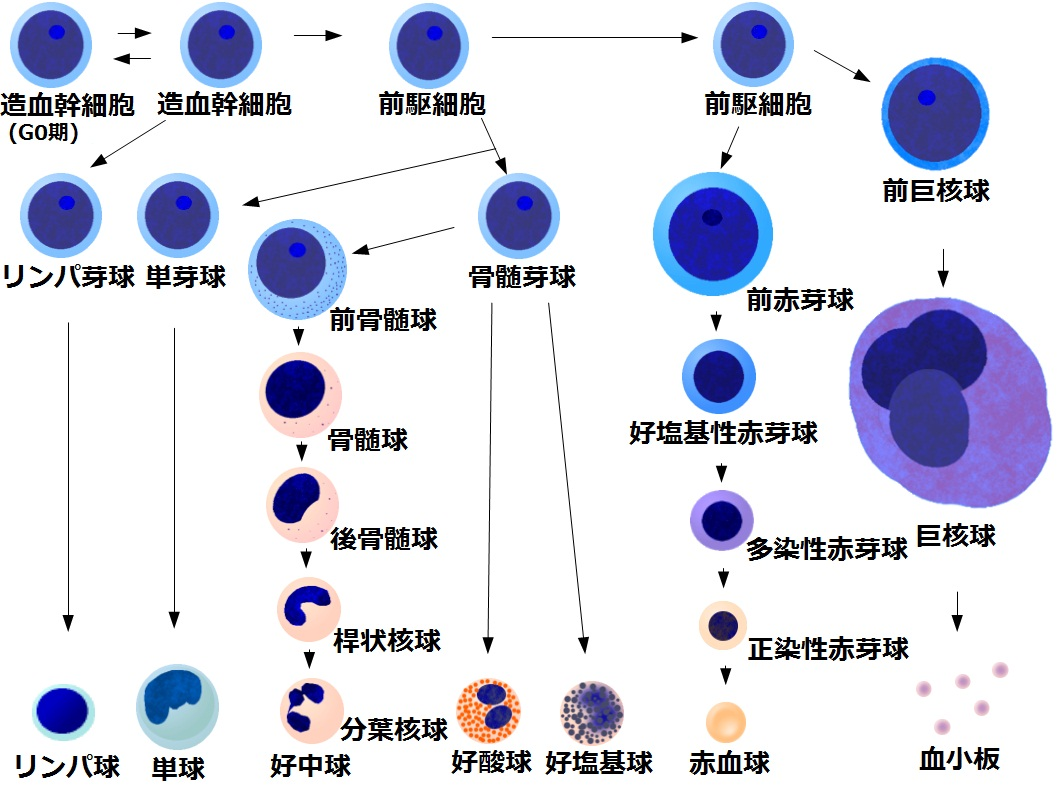
造血幹細胞とその細胞系譜

芽球は顕微鏡による血液あるいは骨髄の形態観察において、造血幹細胞から分化の方向が確実に分かるほどには成熟が進んでいない幼若な形態の血液細胞のことである。健康な人間の末梢血で観察される事はない。健康人の正常な骨髄においては、有核細胞の内の数パーセント以下しか存在しない。その大多数は表面マーカーで分類される骨髄芽球であり、他にはリンパ芽球や単芽球、巨核芽球などが相当する。しかし、形態学的にはこれらは分類が困難である。病的細胞である白血病細胞も形態学的には幼若な血液細胞に似た形態を取る為、芽球あるいは芽球様細胞と認識される。
なお、正常な前骨髄球以降の顆粒球の幼若球は形態的にも分化がある程度進んでおり、芽球には分類されない。また、血球分類で赤血球系の正常な幼若細胞である赤芽球には芽球という言葉が入っているが、赤血球への分化の方向が見えており、一般にいう芽球とはされない。
臨床的に芽球が意識されるのは、異常な出現（末梢血で幼若な血液細胞が観察される時、あるいは骨髄で芽球の割合が異常に高くなるとき）があるときであり、癌の骨転移などを除くとほとんどの場合は白血病のときである。したがって異常な出現によって認識された場合、芽球は白血病細胞の可能性が高く、白血病細胞とほぼ同義で使われることが多い。
健康人の骨髄では数パーセント以下である芽球が20％以上に増えた状態をWHOでは急性白血病としている。急性白血病の特徴は（正常な芽球ではないが）幼若な血液細胞が著明に増加することである。
健康人の正常な骨髄では芽球には正常な前単球や前骨髄球、赤芽球は含めないが、しかし、骨髄で幼若細胞が著明に増加し急性骨髄単球性白血病(AML-M4)、急性単球性白血病(AML-M5)が疑われる場合には前単球を、急性前骨髄球性白血病(AML-M3)が疑われる場合では前骨髄球を、急性赤芽球性白血病（赤白血病、AML-M6)が疑われる場合では赤芽球をそれぞれ芽球に含める。

### 註釈
1. ↑  WHO分類では例外的に①t(8;21)(q22;q22);RUNX1-RUNX1T1を有する
②inv(16)(p13.1q22)またはt(16;16)(p13.1;q22);CBFβ-MYH11を有する
③t(15;17)(q22;q12);PML-RARAを有する場合には芽球が20％未満でもAMLとする。-木崎 昌弘 編著『白血病・リンパ腫・骨髄腫 : 今日の診断と治療』	第4版、中外医学社、2011年、ISBN 978-4-498-12519-3、pp100-101